# Saint-Vitte-sur-Briance
Saint-Vitte-sur-Briance este o comună în departamentul Haute-Vienne din centrul Franței. În 2009 avea o populație de 343 de locuitori.

## Evoluția populației
| An        | 1975 | 1982 | 1990 | 1999 | 2006 | 2009 |
| --------- | ---- | ---- | ---- | ---- | ---- | ---- |
| Populație | 440  | 353  | 321  | 295  | 336  | 343  |